# Festival international du film de Karlovy Vary 2024
Le Festival international du film de Karlovy Vary 2024, 58e édition du festival, se déroule du 28 juin au 6 juillet 2024.

## Déroulement et faits marquants
La sélection de la compétition officielle et la composition des jurys sont annoncées fin mai 2024.
Les acteurs Viggo Mortensen, Clive Owen et Daniel Brühl reçoivent le prix du président, et l'acteur Ivan Trojan reçoit le prix du président pour la contribution au cinéma tchèque.
Le 6 juillet 2024, le palmarès est dévoilé : c'est le film A Sudden Glimpse to Deeper Things de Mark Cousins qui remporte le Globe de cristal. Le film Loveable (Elskling) de Lilja Ingolfsdottir reçoit le prix spécial du jury.

## Jury
- Christine Vachon : productrice
- Geoffrey Rush : acteur
- Gábor Reisz : réalisateur
- Sjón : scénariste
- Eliška Křenková : actrice

## Sélection

### Sélection officielle - en compétition
- Banzo de Margarida Cardoso  Portugal
- Celebration (Proslava) de Bruno Anković  Croatie
- The Hungarian Dressmaker (Ema a smrtihlav) de Iveta Grófová  Tchéquie  Slovaquie
- Loveable (Elskling) de Lilja Ingolfsdottir  Norvège
- Our Lovely Pig Slaughter (Mord) de Adam Martinec  Tchéquie  Slovaquie
- Panopticon (Panoptikoni) de George Sikharulidze  Géorgie
- Pierce (Cì xīn qiè gŭ) de Nelica Low  Singapour
- Rude to Love (Ai ni ranbou) de Yukihiro Morigaki  Japon
- A Sudden Glimpse to Deeper Things de Mark Cousins  Royaume-Uni
- Three Days of Fish (Drie dagen vis) de Peter Hoogendoorn Modèle:Pays Bas  Belgique
- Tiny Lights (Světýlka) de Beata Parkanová  Tchéquie  Slovaquie
- Xoftex de Noaz Deshe  Allemagne

### Out of the Past
- Actrice (Janžurka) de Theodora Remundová  Tchéquie  Slovaquie
- Le Massacre de Fort Apache (Fort Apache) de John Ford  États-Unis
- François Truffaut, le scénario de ma vie de David Teboul  France
- Let's Get Lost de Bruce Weber  États-Unis
- Love Streams de John Cassavetes  États-Unis
- Murdering the Devil (Vražda ing. Čerta) de Ester Krumbachová  Tchécoslovaquie
- Le Château des Carpates (Tajemství hradu v Karpatech) de Oldřich Lipský  Tchécoslovaquie
- Paris, Texas de Wim Wenders  Allemagne
- Ombres d'un été torride (Stíny horkého léta) de František Vláčil  Tchécoslovaquie
- The Taking de Alexandre O. Philippe  États-Unis
- Twentynine Palms de Bruno Dumont  France
- Les Deux Anglaises et le Continent de François Truffaut  France

## Palmarès

### Sélection officielle
- Globe de cristal du Festival de Karlovy Vary : A Sudden Glimpse to Deeper Things de Mark Cousins
- Prix spécial du jury : Loveable (Elskling) de Lilja Ingolfsdottir
- Prix du meilleur réalisateur : Nelica Low pour Pierce (Cì xīn qiè gŭ)
- Prix de la meilleure actrice : Helga Guren pour son rôle dans Loveable (Elskling)
- Prix du meilleur acteur : Ton Kas et Guido Pollemans pour son rôle dans Three Days of Fish (Drie dagen vis)
- Mention spéciale : Xoftex de Noaz Deshe, et Our Lovely Pig Slaughter (Mord) de Adam Martinec

### Prix d'honneur
- Prix du président : Viggo Mortensen, Clive Owen et Daniel Brühl
- Prix du président pour la contribution au cinéma tchèque : Ivan Trojan